# Beklemishevia africana
Beklemishevia africana är en kvalsterart som först beskrevs av Sandór Mahunka 1974.  Beklemishevia africana ingår i släktet Beklemishevia och familjen Ctenacaridae. Inga underarter finns listade.